# MARS 〜空からの訪問者〜 回想
『MARS 〜空からの訪問者〜 回想』(マーズ そらからのほうもんしゃ かいそう)は、2000年10月4日に発売したGacktのライブ・ビデオ。発売元は日本クラウン。本作発売から1か月後には、「特別編」と題したDVD版が発売された。

## 概要
- 1stアルバム『MARS』をひっさげ13か所16公演を行ったライブツアー『Gackt Live Tour 2000 MARS 〜空からの訪問者〜』のうち、ツアーファイナルである2000年7月1日の横浜アリーナ公演のライブの模様が収録されている。
- DVD版の特典映像として、『Gackt Starlight GIG 美浜海遊祭2000 ～壮麗な夜会～』で初披露された「NINE SPIRAL」が収録されている。
- VHS、DVD版を含め、当日のライブで披露された「Mizérable」、「Illness Illusion」、「blue」、「uncertain memory」の4曲は映像化されていない[1]。

## 収録曲
1. Opening
2. Ares
3. Asrun Dream
4. 絵夢 〜for my dear〜
実際のライブでは、この後に「Mizérable」と、「Illness Illusion」が演奏されていた。
5. 鶺鴒 〜seki-ray〜
アルバムには収録されなかったものの、演奏されている。
キーを半音下げて演奏されている。ラストサビ歌唱後、雪を降らす演出がされている。
6. freesia 〜op.1〜
7. freesia 〜op.2〜
実際のライブでは、この後に「blue」が演奏されていた。
8. OASIS
キーを半音下げて演奏されている。
9. Mirror
最初と最後とラストサビ前にGacktと観客とのコール&レスポンスが行われる。これ以降全てのライブツアーは、全てこの形で演奏されている。
10. U+K
キーを半音下げて演奏されている。1番終了後、猫のきぐるみを着たダンサーが登場する。
11. Vanilla
12. dears
Gacktのみ、ミニステージに移動。ラストサビ前にGacktの登場と同時に銀テープを飛ばす演出がある。ラストサビ歌唱後、2番のサビの歌詞を続けて歌う形になっている。 これ以降本楽曲をライブで披露する際は、全てこの形で演奏されている。
13. この誰もいない部屋で
特別編のみ収録。実際のライブでは、第3章ラストナンバーであった。演奏終了直前、Gacktがメインステージに戻る。実際のライブでは、この後に最終章の楽曲「uncertain memory」が演奏されていた。
14. Ending
ツアー当初は未発表曲であった6thシングルの表題曲「再会 〜Story〜」が流されている。

## 特別編
VHS版『MARS 〜空からの訪問者〜 回想』発売の1か月後にDVD版として発売された『MARS 〜空からの訪問者〜 回想 特別編』には、上記収録曲のほか、以下のメニューが追加収録されている。

- 個人簡歴/Profile（プロフィール）
  - Gackt jobメンバー（Gackt・You・Masa・Yukihiro "Chachamaru" Fujimura・Ren・Toshiyuki Sugino・Junichi "Igao" Igarashi・Yoshi Asano）の紹介プロフィール。
- 服飾/Costume（衣装）
  - Gackt jobメンバー（Gackt・You・Masa・Yukihiro "Chachamaru" Fujimura・Ren・Toshiyuki Sugino）の衣装イメージを収録している。
- 服飾/Costume（衣装）- OASIS
  - OASISにて、Gackt jobメンバー（Gackt・You・Masa・Yukihiro "Chachamaru" Fujimura・Ren・Toshiyuki Sugino）が着用する衣装デザインイメージと設定を収録している。
- 電視特別宣傳/CF Library（CMライブラリ）
  - OASIS・Mirror・鶺鴒 〜seki-ray〜・再会 〜Story〜 のCM映像。
- 附贈歌曲/Extra Track "NINE SPIRAL"（ボーナス・トラック）
  - 『Gackt Starlight GIG 美浜海遊祭2000 ～壮麗な夜会～』で初披露された「NINE SPIRAL」を収録。

※ オープニング・エンディング映像について、字幕/Subtitlesは 日本語/中文/English が選択可能。

※ 立體音響/Audio（立体音響） について、Dolby AC-3 5.1ch/DTS 5.1ch/LPCM 2ch が選択可能。